# Soul Flower Union
Soul Flower Union (魂花 ou phonétiquement : ソウル・フラワー・ユニオン, SFU ou Soul Flower Mononoke Summit (ソウル・フラワー・モノノケ・サミット) est un groupe japonais de punk folk, originaire d'Osaka. Il est formé en 1993 et très influencé par le chindon.
Leurs influences principales sont entre musique psychédélique, rock, chindon, swing, reggae, ainsi que musique folklorique d'Okinawa, japonaise, chinoise, coréenne, celtique et arabe. Ils sont notamment connu pour leur version en japonais dans le style chindon de L'Internationale.

## Histoire
Le groupe est formé en septembre 1993 à la suite de la dissolution et de la fusion simultanées de deux groupes, Newest Model (ニューエスト・モデル) (1985-1993) et Mescaline Drive (メスカリン・ドライヴ) (1984-1993), qui avaient cofondé le label discographique indépendant Soul Flower Records en 1988 et étaient actifs ensemble.
En novembre de la même année, le groupe fait ses débuts avec Kamuy Ipirima, un album sur le thème de l'histoire de la résistance nationale aïnou, dont la production avait commencé en tant que quatrième album de Mescaline Drive. L'année suivante, le groupe publie son deuxième album, Watatsumi Yamatsumi, un mélange de nouvelles chansons et de répertoire live de la fin de Newest Model, sur le thème de la « libération de Monokai ».
Depuis lors, le groupe interprète des chansons folkloriques (Yamato, Ryukyu, coréenne, Aïnou, etc.), des chansons populaires (Souji enka, chants ouvriers, chants révolutionnaires, etc.), du trad irlandais, de la musique rom et d'autres musiques marginales des peuples vivant autour de l'archipel japonais, du rock 'n' roll, du rhythm and blues, du swing jazz et du rock psychédélique, country, reggae et punk rock.
En mars, juin et décembre 2016, le groupe tourne sous le titre Newest Model 30th Anniversary Tour avec une setlist centrée sur les chansons de Newest Model.
À partir de la tournée Dark Pot Music Festival en mars 2017, un nouveau batteur Jah-Rah rejoint le groupe et un nouveau line-up avec Likkle Mai sur le refrain. En décembre 2018, ils sortent leur premier album studio en quatre ans, Butterfly Affects. En décembre 2020, ils sortent leur premier album studio en deux ans, Habitable Zone.

## Discographie

### Albums studio
- 1993 : Kamuy Ipirma (カムイ・イピリマ)
- 1994 : Watatsumi Yamatsumi (ワタツミ・ヤマツミ)
- 1996 : Electro Asyl-Bop (エレクトロ・アジール・バップ)
- 1999 : High Tide & Moonlight Bash (ハイ・タイド・アンド・ムーンライト・バッシュ, enregistrement en concert)
- 1999 : Winds Fairground (ウィンズ・フェアグラウンド)
- 2001 : Screwball Comedy (スクリューボール・コメディ)
- 2002 : Love ± Zero (ラヴ・プラスマイナス・ゼロ)
- 2003 : Shalom! Salaam! (シャローム・サラーム, enregistrement partiellement en concert)
- 2005 : Lorosae Mon Amor (ロロサエ・モナムール)
- 2008 : Cante Diaspora  (カンテ・ディアスポラ)
- 2009 : Exile On Main Beach (エグザイル・オン・メイン・ビーチ, 2009, enregistrement en concert)
- 2010 : Camp Pangaea
- 2011 : On the Beach of Miracles
- 2014 : Underground Railroad
- 2018 : Butterfly Affects
- 2020 : Habitable Zone

### Singles
- 1993 : Citizen of the World Take Down All their Flags (世界市民はすべての旗を降ろす)
- 1995 : Man Getsu No Yūbe (満月の夕, まんげつのゆうべ)
- 1996 : Mukai Kaze (向い風 face au vent)
- 1997 : Cosmic Futen Swing (宇宙フーテン・スイング)
- 1998 : Each Little Thing (イーチ・リトル・シング)
- 2004 : All Quiet on the Far Eastern Front!? (極東戦線異状なし!?)

### Autres
- 1996 : Asyl Ching-Dong — sous le nom Soul Flower Mononoke Summit
- 1997 : Levelers Ching Dong — sous le nom Soul Flower Mononoke Summit
- 1998 : Marginal Moon — sous le nom Soul Flower avec Dónal Lunny Band
- 2006 : Deracine Ching Dong — sous le nom Soul Flower Mononoke Summit

### Compilations
- 1996 : Ghost Hits 93-96 (ゴースト・ヒッツ 93-96)
- 2001 : Ghost Hits 95-99 (ゴースト・ヒッツ 95-99)
- 2006 : Ghost Hits 00-06 (ゴースト・ヒッツ 00-06)
- 2008 : 90's Singles  (満月の夕〜90's シングルズ)